# Luter i rewolucja protestancka
Luter i rewolucja protestancka – polski film z 2017 w reżyserii Grzegorza Brauna opisujący życie Marcina Lutra, tło historyczno-polityczne jego wystąpienia i początku protestantyzmu.
Budżet filmu wynosił 490 000 zł i został pokryty z dobrowolnej zbiórki.
Film powstał w związku z 500. rocznicą reformacji. Długość trwania to ok. 80 min. Nagrywany był w 9 krajach (Austria, Czechy, Niemcy, Norwegia, Polska, Szwajcaria, Szwecja, Wielka Brytania, Włochy). W filmie pojawia się ponad 30 rozmówców. Zastosowano profesjonalną animację komputerową. Dokument skupia się na ukazaniu postaci Marcina Lutra oraz skutków reformacji w sposób niekorzystny.

## Opinie
Film otrzymał ocenę 7.6/10 na portalu Filmweb.
Antonina Karpowicz-Zbińkowska chwali film za pasjonujący sposób przedstawienia konfliktów religijno-politycznych czasów reformacji oraz poruszenie wiele wątków z życia Marcina Lutra. Autorka na portalu christianitas.org zaznacza, że wydarzenia relacjonują znakomici eksperci. Pozytywnie ocenia też formę działa, w tym montaż, animacje i kompozycję.
Marcin Tomczak uznał film za fiasko intelektualne. Zdaniem autora recenzji na portalu Histmag.org, w historiografii panuje ugruntowany obraz na temat Lutra i został on zignorowany w filmie. Pominięty został dorobek znawców tematu reformacji i aktualny stan badań nad nią. Recenzja ta została skrytykowana przez innego autora Histmag.org Marcina Śramę za brak obiektywności i niezgodność z faktami.
Sebastian Madejski na swoim blogu dotyczącym teologii protestanckiej zarzucił, że film rozmija się z ustaleniami historyków zarówno katolickich, jak i protestanckich. W filmie dopuszczono się manipulacji danymi i cytatami, rzekomo uczciwymi i „nowo-odkrytymi” badaniami na temat Lutra. Przytoczone badania nie są „nowo-odkrytymi faktami”, zostały one wyciągnięte z XVII-wiecznych pism kontrreformacyjnych.